# 만수중학교
만수중학교(萬壽中學校)는 대한민국 인천광역시 남동구 만수동에 있는 공립 중학교이다.

## 학교 연혁
- 1983년 12월 30일 : 학교 설립 인가 (30학급)
- 1984년 3월 1일 : 초대 류시운 교장 취임
- 1984년 3월 1일 : 만수중학교 개교
- 1987년 2월 14일 : 제1회 졸업(670명)
- 2002년 9월 9일 : 급식소 준공
- 2003년 6월 20일 : 신관교사 및 다목적실 준공
- 2004년 4월 12일 : 축구부 생활관 식당 및 체력 단련실 준공
- 2005년 12월 28일 : 본관 리모델링 공사 완공
- 2006년 10월 31일 : 전자도서관 완공
- 2010년 3월 19일 : 급식소 및 다목적 체육관 준공
- 2012년 2월 25일 : 선진형 교과교실제 구축
- 2020년 9월 1일 : 행복배움학교 지정(2020.9.1.~2025.8.31.)
- 2023년 3월 1일 : 제18대 이선주 교장 취임
- 2024년 2월 7일 : 제38회 졸업(87명) 졸업생 누계 14,377명
- 2024년 3월 4일 : 신입생 4학급(50명) 입학

## 참고 자료
- 만수중학교 - 한국교육학술정보원 학교알리미